# Elektronické tržiště
Elektronické tržiště (anglicky e-marketplace) je v podstatě virtuální místo, kde se střetává poptávka mnoha odběratelů s nabídkou mnoha dodavatelů. Na elektronickém tržišti, stejně jako na tržišti klasickém, dochází k nejrůznějším jednáním mezi dodavateli a odběrateli, která vedou k uzavírání konkrétních obchodů.

## Rozdělení

### Podle role provozovatele
- Nezávislé elektronické tržiště

Provozovatelem tohoto typu e-tržiště je společnost nezávislá na účastnících obchodování na e-tržišti. Funguje jako zprostředkovatel, který poskytuje oběma stranám informace o příležitostech uzavřít obchod. Jeho hlavním smyslem je spojovat poptávku s nabídkou a umožnit oběma stranám vyjednat podmínky uzavření obchodu.
- Privátní elektronické tržiště

Provozovatelem privátního e-tržiště je firma nebo skupina firem, které jeho prostřednictvím komunikují se svými obchodními partnery. Většinou se jedná o rozšířený systém elektronického nákupu (e-procurement) nebo spolupráce v uzavřeném odběratelsko-dodavatelském řetězci (Supply Chain Management).

### Podle obchodovaných komodit
- Horizontální tržiště

Tato tržiště nemají zaměření na konkrétní průmyslové odvětví, ale naopak zapojují do obchodování firmy napříč všemi odvětvími. Obchodovanými komoditami jsou v tomto případě především takové výrobky, které nakupuje téměř každá firma. Jedná se většinou o nepřímý materiál, jako jsou kancelářské potřeby, výpočetní a kancelářská technika apod.
- Vertikální tržiště

Jsou zaměřena na konkrétní průmyslový obor, např. na chemický průmysl, hutní a kovodělnou výrobu, zdravotní potřeby, a zapojují do svého obchodování firmy podnikající v daném průmyslovém odvětví.
- Komoditní burzy

Jsou určeny pro on-line obchodování pouze s konkrétními komoditami.
Zájemci o účast na obchodování na zahraničních e-tržištích se mohou obrátit na adresu https://web.archive.org/web/20061119120606/http://www.emarketservices.com/, kde najdou seznam e-tržišť členěných podle oboru spolu se základními informacemi o každém z nich a také souhrn podstatných informací o způsobech registrace a obchodování na e-tržištích.

## Elektronické tržiště v Česku
V České republice existují elektronické tržiště, které jsou určeny pro veřejné zakázky od 50 000 Kč povinně pro vybrané veřejné zadavatele
a určené komodity. Provoz těchto tržišť je podmíněn koncesí.
Toto elektronické tržiště je webová aplikace, která umožňuje elektronické zadávání veřejných zakázek ve stanovených zadávacích řízeních. E-tržiště je plně elektronický systém, všechny úkony v zadávacím řízení provádí zadavatel i dodavatel v elektronické podobě. V rámci soustavy Národní infrastruktury pro elektronické zadávání veřejných zakázek (NIPEZ) bude existovat několik e-tržišť. Ministerstvo pro místní rozvoj v roce 2011 udělilo pět koncesí pro provoz elektronických tržišť.
Od 1.7.2012 platí pro ÚOSS a jejich podřízené organizace povinnost zadávat zakázky pro určené komodity prostřednictvím koncesovaných e-tržišť:
- Gemin od společnosti Syntaxit s.r.o. (spuštěno 3.5.2012)
- Tendermarket od sdružení eTenders (spuštěno 22.5.2012)
- vortalGOV od společnosti Vortal Connecting Business CZ (spuštěno 1.10.2012, k 26.10.2015 je již ukončeno z důvodů ekonomické nerentability jeho provozu)
- Centrum veřejných zakázek od společnosti Česká pošta (spuštěno 1.11.2012)
- Český trh (spuštěno 1.11.2012)

V provozu nadále zůstává e-tržiště, které mohou využívat zadavatelé, na které se nevztahuje povinnost vyplývající z usnesení vlády č. 343/2010 Sb.:
- GeM od společnosti B2B CENTRUM a.s.

Od září 2013 je v provozu první firemní elektronické tržiště v ČR Softrade.cz, na kterém mohou obchodovat podnikatelské subjekty z České republiky
- Softrade.cz od společnosti B2B CENTRUM a.s. (spuštěno 9. 9. 2013)

2.9.2013 spustila společnost BB Pro, s.r.o. firemní elektronické tržiště (B2B aukční portál), který slouží k pořádání nákupních a prodejních aukcí a tendrů
mezi podnikatelskými subjekty.
- bbpro.cz od společnosti BB Pro, s.r.o. (spuštěno 2.9.2013)